# Alessandro Paganessi
Alessandro Paganessi (né le 31 janvier 1959 à Gazzaniga) est un coureur cycliste italien, professionnel de 1980 à 1987.

## Biographie
Après sa carrière professionnelle, Alessandro Paganessi se consacre au VTT et devient notamment champion d'Italie de cross-country en 1988 et 1989.

## Palmarès sur route

### Palmarès amateur
- 1976
  - 3e du Trofeo Emilio Paganessi
- 1977
  - Course de la Paix juniors
  - 7e du championnat du monde sur route juniors
- 1978
  - Trofeo Sportivi Magnaghesi
- 1979
  - Tour de la Vallée d'Aoste :
    - Classement général
    - 3e étape

  - Piccola Tre Valli Varesine
  - Coppa Città di San Daniele
  - 2e de Bassano-Monte Grappa
- 1980
  - Grand Prix Santa Rita
  - Giro del Valdarno
  - Trophée Matteotti amateurs
  - 2e du Baby Giro
  - 3e de la Semaine cycliste bergamasque

### Palmarès professionnel
- 1981
  - 2e des Trois vallées varésines
  - 3e de la Coppa Sabatini
- 1982
  - 3e du Tour du Latium
- 1983
  - 2e et 3e étapes du Tour de Suède
  - Trois vallées varésines
  - 1re (contre-la-montre par équipes) et 20e étapes du Tour d'Italie
  - 3e du Grand Prix de la ville de Camaiore
  - 3e du championnat d'Italie sur route
- 1985
  - 2e étape du Tour de Romandie
- 1987
  - 9e étape du Tour de Suisse
  - 3e du Tour de Campanie

### Résultats sur les grands tours

#### Tour d'Italie
6 participations
- 1982 : abandon
- 1983 : 29e, vainqueur des 1re (contre-la-montre par équipes) et 20e étapes
- 1984 : 36e
- 1985 : abandon (10e étape)
- 1986 : 12e
- 1987 : 29e

## Palmarès en VTT

### Championnats d'Italie
- 1988
  -  Champion d'Italie de cross-country
- 1989
  -  Champion d'Italie de cross-country